# Нуссбаум, Феликс
Феликс Нуссбаум (нем. Felix Nussbaum; 11 декабря 1904, Оснабрюк — 1944, Освенцим), — немецкий художник, представитель художественного стиля Новая предметность.

## Биография
Родился в семье еврея-торговца среднего достатка.
1922—1923 — учёба в Государственной школе прикладного искусства в Гамбурге, в классе Фрица Бенке.
1923 — переезжает в Берлин.
1924/25 — продолжение учёбы в Объединённой школе свободных искусств у Цезаря Кляйна и Пауля Планте.
1929 — работает как свободный художник.
1932 — государственная стипендия и Большая государственная премия Прусской Академии искусств, за счёт которой художник едет в Рим, студент — гость на Вилла Массимо.
1932 — гибель большого количества работ художника при пожаре в его берлинском ателье; Ф. Нуссбаум сотрудничает в журнале «Разрез» (Der Querschnitt); принимает участие в выставке Берлинской Сецессион.
1933 — продолжает своё обучение в Риме; в связи с антисемитскими выступлениями вынужден уехать в Алассио.
1934 — бегство в Бельгию.
1940 — Ф. Нуссбаум с началом Второй мировой войны зарегистрирован в Брюсселе как «враждебный иностранец», арестовывается в Сен-Ципре, затем переводится в Бордо, откуда бежит в Брюссель.
1942, осень — после издания в Бельгии новых законов, направленных против евреев, бросает своё ателье в Брюсселе и бежит из города вместе со своей женой Фелкой Платек, последние два года своей жизни семья Нуссбаум скрывается от нацистских властей и живёт в подполье.
1944 — арестован и вместе с другими депортированными евреями отправлен из сборного лагеря Мехелен в лагерь смерти Аушвиц-Биркенау.

## Избранные работы
- «Тайна»
- «Проклятые», 1944, Оснабрюк, Музей истории и культуры
- «Тюремный двор», 1943
- «Одиночество», 1944
- «Страх (Автопортрет с племянницей Марианной)», 1941, Оснабрюк, Музей истории и культуры
- «Вечер (Автопортрет с Фелкой Платек)», 1942, Оснабрюк, Феликс-Нуссбаум-Хауз

## Память
- В немецком городе Оснабрюк устроен Музей Феликса Нуссбаума[1].
- История его жизни, вместе с историями Дины Готлибовой[пол.] и Яна Комского, художников, рисовавших в лагерях смерти, была рассказана в документальном фильме 1999 года «Очевидец[англ.]» Берта ван Борка[англ.], который был номинирован в 2000-м году на премию «Оскар» за лучший короткометражный документальный фильм[2].